# Patricía Fischerová
Patrícia Fischerová, född 26 augusti 1993, är en slovakisk fotbollsspelare som spelar för AIK.

## Karriär
Patrícia Fischerová inledde sin fotbollskarriär som tolvåring i moderklubben Turčianska Štiavnička och spelade där med pojklagen då det inte fanns något organiserat lag för flickor. Inför gymnasiet flyttade Fischerová till staden Žilina i Slovakien för spel med ŠKF Žilina. Efter gymnasiet inleddes seniorkarriären i polska KKS Czarni Sosnowiec där det blev tio år i klubben, parallellt med studier på universitet. På meritlistan från tiden i Polen finns en ligatitel, två cupguld och kvalspel i Champions leauge. Inför säsongen 2022 gick flyttlasset till Sverige och den storsatsande klubben IFK Kalmar. Det blev totalt en och en halv säsong i Kalmar, där klubben under den andra säsongen drogs med stora ekonomiska problem och flera spelare bröt sina kontrakt med klubben. Så gjorde även Patrícia Fischerová som istället flyttade till Stockholm för spel i AIK som ledde Elitettan stort och såg ut att avancera till Damallsvenskan kommande år, vilket också blev fallet några månader senare.